# Heterachthes sejunctus
Heterachthes sejunctus là một loài bọ cánh cứng trong họ Cerambycidae.